# ناتاليا زابالا
ناتاليا زابالا أرويو (بالإسبانية: Natalia Zabala)‏ (مواليد 11 مايو 1983) ملكة جمال أسبانية سابقة والتي توج به عن مسابقة ملكة جمال أسبانيا 2007 ، مثلت إسبانيا في كل من ملكة جمال الكون 2007 و ملكة جمال العالم 2007.

## روابط خارجية
- ناتاليا زابالا على موقع IMDb (الإنجليزية)
- ناتاليا زابالا على موقع دليل عارضات الأزياء (الإنجليزية)
- ناتاليا زابالا على إنستغرام

| الجوائز و الإنجازات | الجوائز و الإنجازات    | الجوائز و الإنجازات   |
| ------------------- | ---------------------- | --------------------- |
| سبقه إليزابيث رييس  | ملكة جمال أسبانيا 2007 | تبعه باتريسيا رودريغز |